# Koclířov (rybník)
Koclířov je rybník třeboňské rybniční soustavy, který se nachází asi 1 km jihozápadně od Lomnice nad Lužnicí v okrese Jindřichův Hradec v Jihočeském kraji v Česku. Rozloha rybníka činí 192 ha. Hráz je dlouhá 1850 m a je porostlá starými duby.

## Ostrov
Uprostřed rybníka je ostrov obývaný racky chechtavými.

## Vodní režim
Rybník je napájen Zlatou stokou a Miletínským potokem, který Zlatou stoku před ústím do rybníka kříží. Miletínský potok většinu svého průtoku ztratí při napájení rybníka Dvořiště, v Koclířově se dále dělí na dvě ramena. Rybník má dvě výpusti. První vypouští vodu do Velkého Tisého, druhý do Služebného rybníka. Zlatá stoka rybník obtáčí ze tří čtvrtin a je zde možné vodu ze Dvořiště vypouštět do sádek Šaloun (sádky) (běžně voda Zlatou stokou teče opačným směrem). Výlov probíhá na jaře.

## Historie
Byl vybudován v letech 1501 až 1503 Štěpánkem Netolickým a vznikl spojením starších rybníků Starý Koclířov z roku 1491 (uváděný letopočet je i rok 1408) a Mladý Koclířov z roku 1495. Roku 1516 Štěpánek rybník rozšířil na dnešní velikost. Roku 1491 také zanikla ves Koclířov (Kocléřov) připomínaná již v letech 1387 a 1393. Za třicetileté války zde proběhla bitva u Lomnice.

## Hráz
Po hrázi vede silnice druhé třídy. V poslední době je využívaná narůstající kamionovou dopravou, která nepříznivě působí nejen na vozovku, ale kromě toho například i na silniční hráz přes zátoku rybníka Dvořiště.

## Panorama
Panoramatický pohled na Koclířov